# 茵翠豪庭

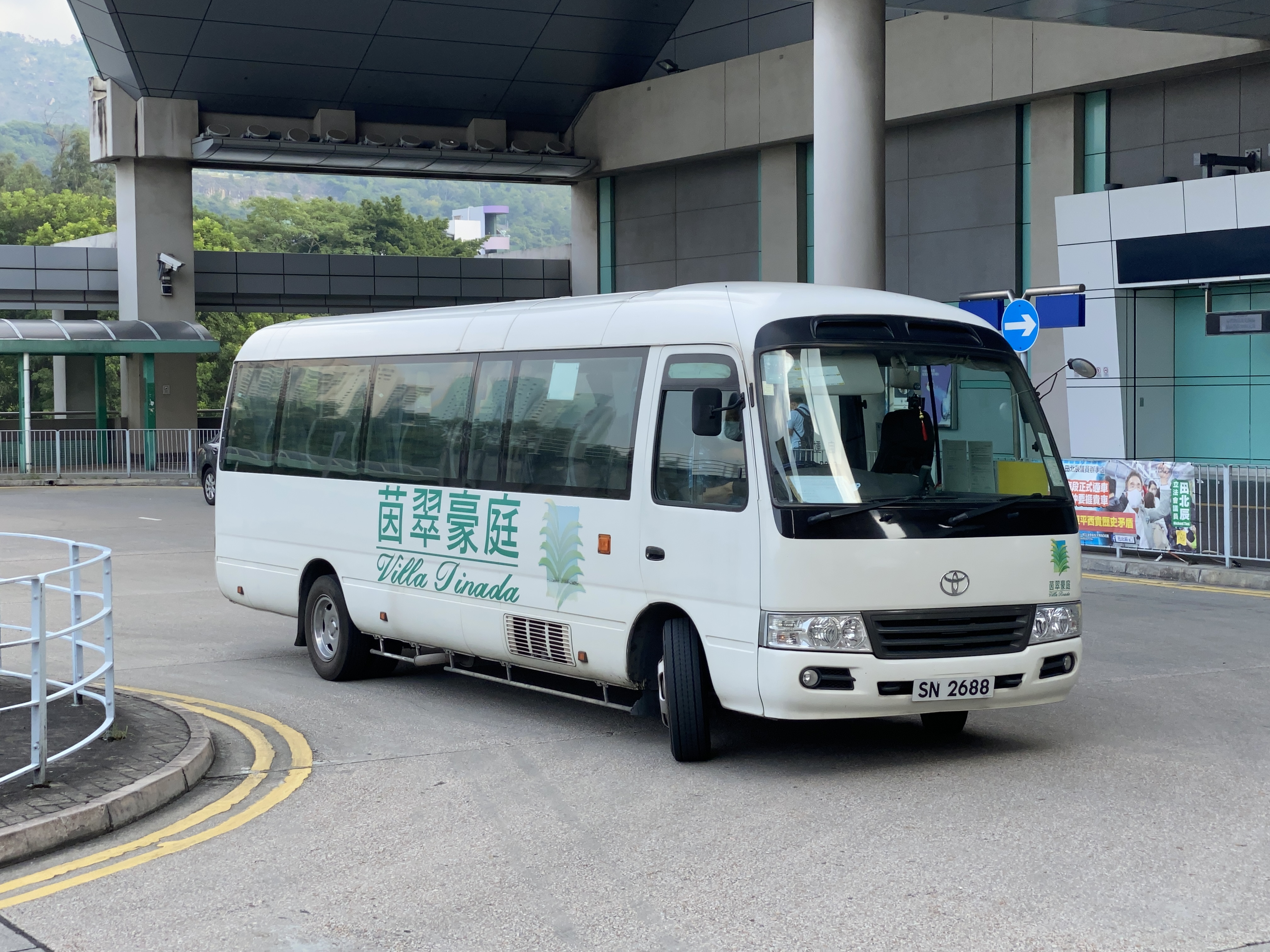

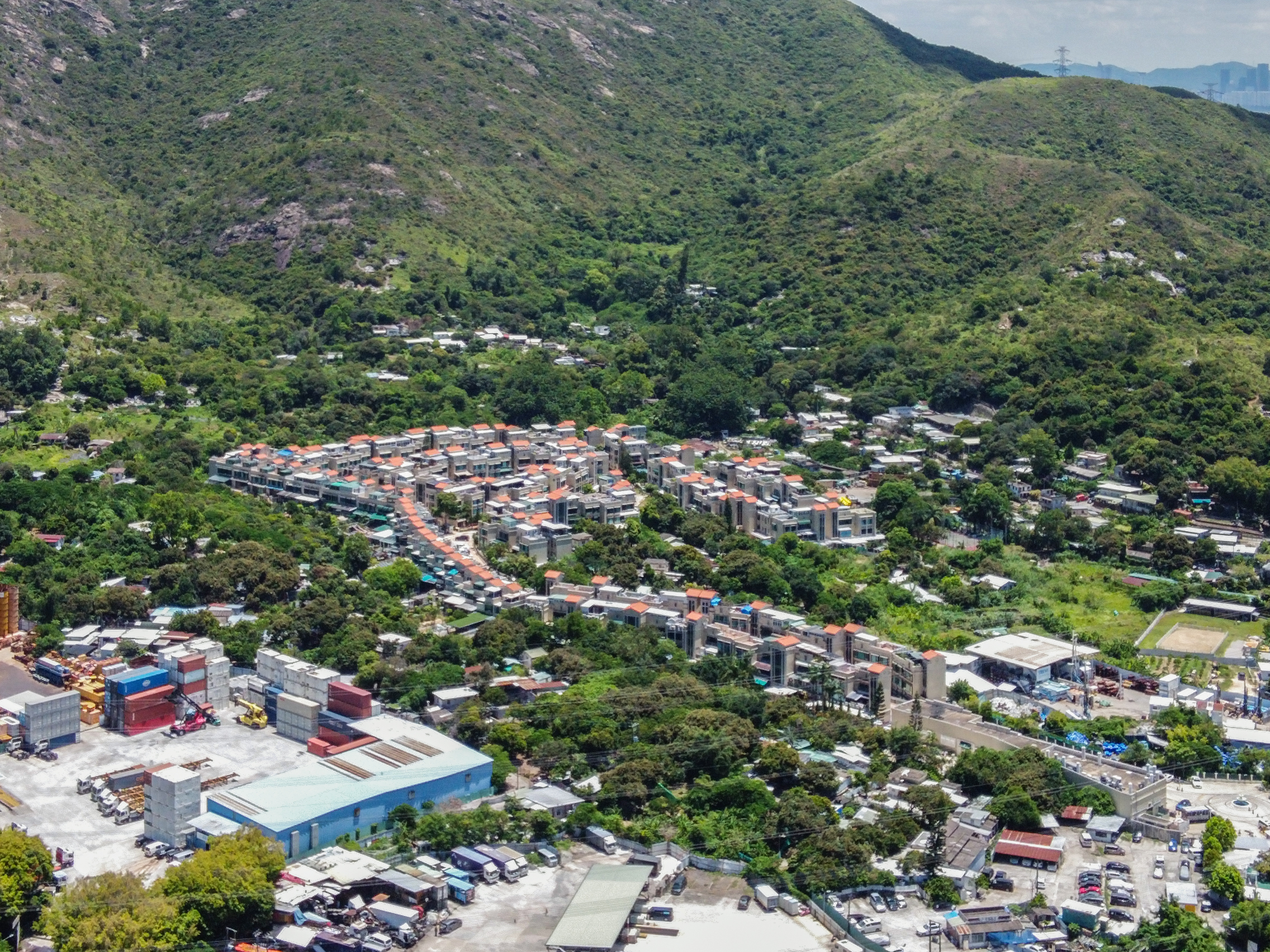
茵翠豪庭（橙色屋頂洋房）

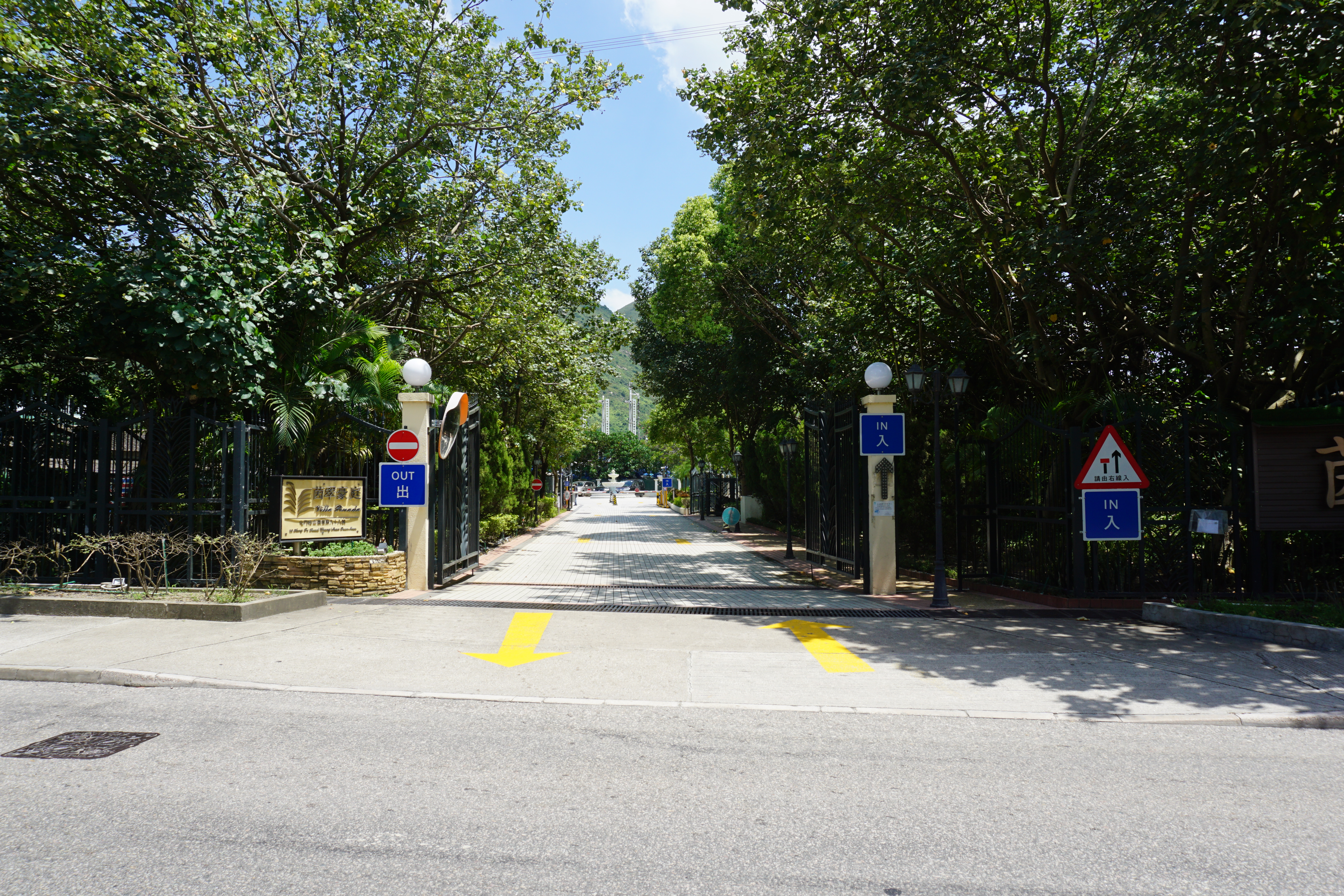
茵翠豪庭入口

茵翠豪庭, (Villa Pinada), 是香港私人機構「True Gold Investments Ltd.」參建的一個低密度別墅型豪宅，位於屯門藍地康寶路88號。於2003年4月開始落成。

## 住宅
屋苑設123座洋房，每座樓高3+1層，分為A型及B型屋，建築面積均約1,800方呎。地下設私家花園。

## 設施
屋苑入口設有小型會所，設施包括桌球室、乒乓球室、兒童遊戲室、健身室、健康舞室、卡拉 OK室及多用途活動室等，戶外設有泳池及網球場。屋苑設144個車位、7個流動電單車位，其中35個私家車位屬於洋房所有。

## 交通
屋苑無公共交通工具直達，因特設住戶專車，接駁港鐵兆康站及屯門市廣場，每程車費分別為4及7元（更新於2025年7月13日）。

## 外部連結
- 官方网站